# 濱海作戰團
濱海作戰團簡稱濱海團，是美國海軍陸戰隊的一種部隊編制，是一支可自行部署，進行多領域作戰的部隊，以強化陸戰隊在（四個層面的「全球作戰模式」中）接觸層與鈍化層的作戰能力。
2022年在夏威夷的第3海軍陸戰團改編成立第一個濱海作戰團，2023年11月在沖繩的第12海軍陸戰團改編成第二個濱海團，第4海軍陸戰團將從沖繩移防到關島，於2027年成為第三個濱海團。
美國海軍陸戰隊司令埃里克·史密斯於2024年6月表示，關島的濱海作戰團是專門「對抗中國的侵略」，將負責在第一島鏈內迅速部署到菲律賓，以便擴大戰鬥空間，並保護從日本到菲律賓，再到夏威夷的戰略交通線。中國國防部新聞發言人對此表示，中國從來是“人不犯我，我不犯人，人若犯我，我必犯人”。